# Autoroute A87 (France)
Pour les articles homonymes, voir A87.

L'autoroute A87 est une autoroute des Pays de la Loire, gérée par les Autoroutes du Sud de la France, qui relie Angers à la Roche-sur-Yon via Cholet. Cette autoroute est raccordée à l'A11, permettant de relier directement Paris à la Vendée ce qui présente un avantage pour le tourisme et le dynamisme économique de ce département.
Radio VINCI Autoroutes (107.7FM) émet sur l'A87 secteur ASF. L'A87 fait partie du réseau ASF de la zone OUEST.
Avant, cet intitulé devait être le nom d'un contournement de Paris mais ce projet fut abandonné.
L'aire de repos de Trémentines a été aménagée en une aire de service, ce qui en fait la deuxième aire de service après celle de  Les Herbiers. Désormais l'autoroute contient deux aires de services, celle de Les Herbiers et de Trémentines.

## Tracé
L'A87 suit un tracé parallèle à celui de la D 160 (ancienne RN 160), départementale qui relie les Sables-d'Olonne à Angers via la Roche-sur-Yon et Cholet. Cependant l'A87 ne va pas jusqu'aux Sables-d'Olonne, la D 160 ayant déjà été aménagée en 2 × 2 voies entre la Roche-sur-Yon et les Sables-d'Olonne. Néanmoins, ce dernier tronçon possède toutes les caractéristiques autoroutières de sécurité (bande d'arrêt d'urgence).
Cette autoroute sert également de contournement de la partie Est de l'agglomération d'Angers (A87 Nord), contourne Cholet par l'est et fait partie de la Rocade de Cholet, ainsi que de contournement Sud de La Roche-sur-Yon afin de désengorger la rocade nord de la ville qui arrive aujourd'hui à saturation, notamment l'été.
De 129 km de long, l'ouverture de l'A87 s'est effectuée en 4 étapes :
- Angers ⇔ Cholet, 57 km, inaugurée en 2002 ;
- Cholet-Sud ⇔ Les Essarts (échangeur avec la A83), 36 km, inaugurée en juin 2003 ;
- Les Essarts ⇔ La Roche-sur-Yon, 20 km, inaugurée en janvier 2005 ;
- Contournement Sud de La Roche-sur-Yon, 16 km, ouvert depuis le 4 juillet 2008 (tronçon sans péage).

Depuis la mise en service du contournement Sud de La Roche-sur-Yon, l'A87 rejoint la D 160 au niveau des Clouzeaux.

## Aménagements au nord
Au nord, l'enquête publique relative à la mise aux normes autoroutières de la section Sorges/Mûrs-Erigné de l'ancienne RN 260 rebaptisée A87-Nord, qui a été ainsi intégrée à l'A87, et à son élargissement à 2 × 3 voies sur ses 5 km les plus chargés, s'est achevée le 22 décembre 2005. La déclaration d'utilité publique est intervenue le 15 juin 2007. Quelques travaux préparatoires ont débuté en 2007, la mise aux normes autoroutières entre l'échangeur de Haute-Perche et Mûrs-Erigné est terminée, les travaux de doublement du viaduc de la Loire ont débuté en 2009.
Un viaduc a vu le jour et est affecté à la circulation pour le sens Nord-Sud. Décembre 2012 les travaux du viaduc sont finis, les 6 voies sont ouvertes à la circulation.
En juin 2014, la refonte de l'échangeur de Gâtignolle entre l'A87-Nord et l'A11 est terminée.

## Sorties

### A87
Section concédée à ASF et payante (sauf entre les sorties 14 à 23, 30 à 33).
- Échangeur entre A11 et A87 (Échangeur de Gâtignolle) 0 km : Rennes, Nantes, Angers - centre, Paris, Le Mans, Saumur, Tours +  14 Tiercé : Tiercé, Écouflant (demi-échangeur)
  -  Limitation à 90km/h.
- 15 Parc des Expositions : Tours et Le Mans par RD, Angers - est, Verrières-en-Anjou, Saint-Barthélemy-d'Anjou, ZA Pôle 49
- 16 Le Plessis-Grammoire : Le Plessis-Grammoire, Saint-Barthélemy-d'Anjou - Z.I, ZA Pôle 49
- 17 Saumur : Saumur par RD, Beaufort-en-Anjou, Loire-Authion, Saint-Barthélemy-d'Anjou - centre, Saint-Barthélemy-d'Anjou - Z.I
- 18a Angers - est : Angers - centre, Centre commercial Espace Anjou, Z.A. Croix Saint-Claude
- 18b Angers - sud : Angers, Clinique de l'Anjou, Parking Relais Tramway (demi-échangeur, depuis et vers Écouflant)
- 19 Trélazé : Trélazé - Z.I
- 20 La Monnaie : Angers - sud, Clinique de l'Anjou, Parking Relais Tramway (demi-échangeur, depuis et vers Les Sables-d'Olonnes)
  -  2 × 3 voies
- 21 Les Ponts de Cé : Les Ponts-de-Cé, Sainte-Gemmes-sur-Loire, Bouchemaine, Saumur par route touristique, Moulin Marcille
- 22 Brissac Loire Aubance (Échangeur de Haute-Perche) : Poitiers par RD, Niort par RD, Brissac Loire Aubance, Mûrs-Erigné - Loire, Doué-la-Fontaine, Les Ponts-de-Cé
- Viaduc de la Loire
  -   2 × 2 voies et limitation à 110km/h
- 22.1 Grand Clos : Mûrs-Erigné - centre (trois-quarts d'échangeur, sens Écouflant - Les Sables-d'Olonnes et vers Écouflant)
- 23 Mûrs-Erigné : La Rochelle par RD, Cholet par RD, Chemillé-en-Anjou par RD, Mûrs-Erigné - Aubance
  -  limitation à 130km/h
- 24 Bellevigne-en-Layon : Bellevigne-en-Layon, Chalonnes-sur-Loire
  -  Avant péage.
  -  Avant péage.
  -  Arrivée sur le péage.
- Péage de Beaulieu-sur-Layon (à système fermé)
  -  Après le péage.
- Viaduc du Layon
- Viaduc de l'Hyrôme
- 25 Chemillé-en-Anjou : Beaupréau-en-Mauges, Lys-Haut-Layon, Chalonnes-sur-Loire, Chemillé-en-Anjou
  -  Aire de service de Trémentines (dans les deux sens)
- 26 Cholet - nord : Saumur, Cholet - centre, Lys-Haut-Layon
- 27 Cholet - sud (N249 - RCEA) : Poitiers, Nantes, Niort par RD, Cholet - centre, Mauléon, Mortagne-sur-Sèvre, Bressuire
- Passage du département du Maine-et-Loire au département de la Vendée
- Viaduc sur la Sèvre Nantaise
- 28 Le Puy du Fou : Pouzauges, Mortagne-sur-Sèvre, Chanverrie, Le Puy du Fou
- 29 Les Herbiers : Les Herbiers +  Aire de service des Herbiers (dans les deux sens)
- Échangeur entre A83 et A87 : Bordeaux, La Rochelle, Niort, Les Essarts, Nantes
- Péage de La Roche-sur-Yon (à système fermé)
- 30 La Roche-sur-Yon - est : La Roche-sur-Yon - nord, La Roche-sur-Yon - centre, Nantes, Cholet par RD, Noirmoutier, La Chaize-le-Vicomte, Saint-Gilles - Saint-Hilaire,  Niort
- 31 La Roche-sur-Yon - centre : Luçon, La Rochelle, La Roche-sur-Yon - Le Bourg-sous-la-Roche
- 32 La Roche-sur-Yon - sud : La Tranche-sur-Mer, Aubigny-Les Clouzeaux, La Roche-sur-Yon
- 33 La Roche-sur-Yon - ouest : Aubigny-Les Clouzeaux, La Roche-sur-Yon - Saint-André-d'Ornay, Venansault, La Roche-sur-Yon - nord, La Roche-sur-Yon - centre
  -    L'A87 devient la RD 160. Fin de l'autoroute, elle devient une route à accès réglementée.

### RD 160
- L'Aumondière : Saint-Georges-de-Pointindoux, Sainte-Flaive-des-Loups, Les Achards - centre, Brétignolles-sur-Mer, Landeronde
- Les Landes : Les Achards, Talmont-Saint-Hilaire, Brétignolles-sur-Mer, Beaulieu-sous-la-Roche, Aizenay, Zones d'Activités Les Achards
- La Léonière : Saint-Mathurin, Île-d'Olonne
- La Goulpière : Les Sables-d'Olonne - Olonne-sur-Mer, Sainte-Foy (depuis et vers Écouflant)
  -  à 400 m Avant réduction à 1 voie, avant giratoire.
  -  à 400 m  à 200 m Avant réduction à 1 voie, avant giratoire.
  -   Réduction à 1 voie, avant giratoire.
  -   Fin de route à accès réglementée, avant giratoire.
- Entrée dans l'agglomération des Sables d'Olonne.
- Carrefour giratoire entre D160, D949 et D32 :
  - D160 :  A87,  Niort, La Roche-sur-Yon, Nantes, Saint-Mathurin, La Mothe-Achard, Aizenay
  - D32 : Saint-Nazaire, Noirmoutier, Challans, Saint-Gilles - Saint-Hilaire, L'Île-d'Olonne, Les Sables-d'Olonne - Olonne-sur-Mer
  - C0 : Pôle Santé, Numerimer
  - D949 : Niort par RD, La Rochelle, Grosbreuil, Le Château-d'Olonne, Talmont-Saint-Hilaire, Usine de TMB Trivalonne
  - D160 : Les Sables-d'Olonne - centre, Les Sables-d'Olonne - Les Ports, Les Sables-d'Olonne - La Chaume, ZA d'Olonne, Zoo des Sables
  -   Portion en 2 × 2 voies, périphérie des Sables-d'Olonnes et portion courte.
  -   Réduction à 1 voie, avant giratoire. Fin de 2 × 2 voies.
- Carrefour giratoire entre D160, D949 et D760 :
  - D160 :  A87, Autres Directions, Pôle Santé
  - Boulevard du Vendée Globe : Le Château-d'Olonne, Déchetterie, Aquarium Le Septième Continent, Zoo des Sables, Centre Aqualudique Aqualonne
  - D760 : Sainte-Foy, Château de Pierre Levée, Golf des Olonnes
  - D949 : Les Sables-d'Olonne - La Chaume, Les Sables-d'Olonne - Les Ports, Z.A.E : Actilonne, Fruchardière, Tabarly, Centres Commerciaux
  - D160 : Les Sables-d'Olonne - centre

## Particularités
L'autoroute comporte, au niveau du kilomètre 54, une zone inondable en cas de rupture du barrage du Verdon.
Ce risque est minime mais pris au sérieux. Si le barrage cède, une procédure rapide est mise en place. Des sirènes et des panneaux lumineux sont activés par fibre optique : « Autoroute fermée à 600 m », puis la vitesse est limitée à 110 km/h, un deuxième panneau : « Autoroute inondée à 200 m », vitesse réduite à 90 km/h. Enfin, deux feux rouges et une barrière du même type que celles équipant des passages à niveau. On ne passe plus. L'autoroute est bloquée.
C'est le seul système de ce type en France. D'après les techniciens l'autoroute peut être vide en une heure et demie.

## Ouvrages d'art

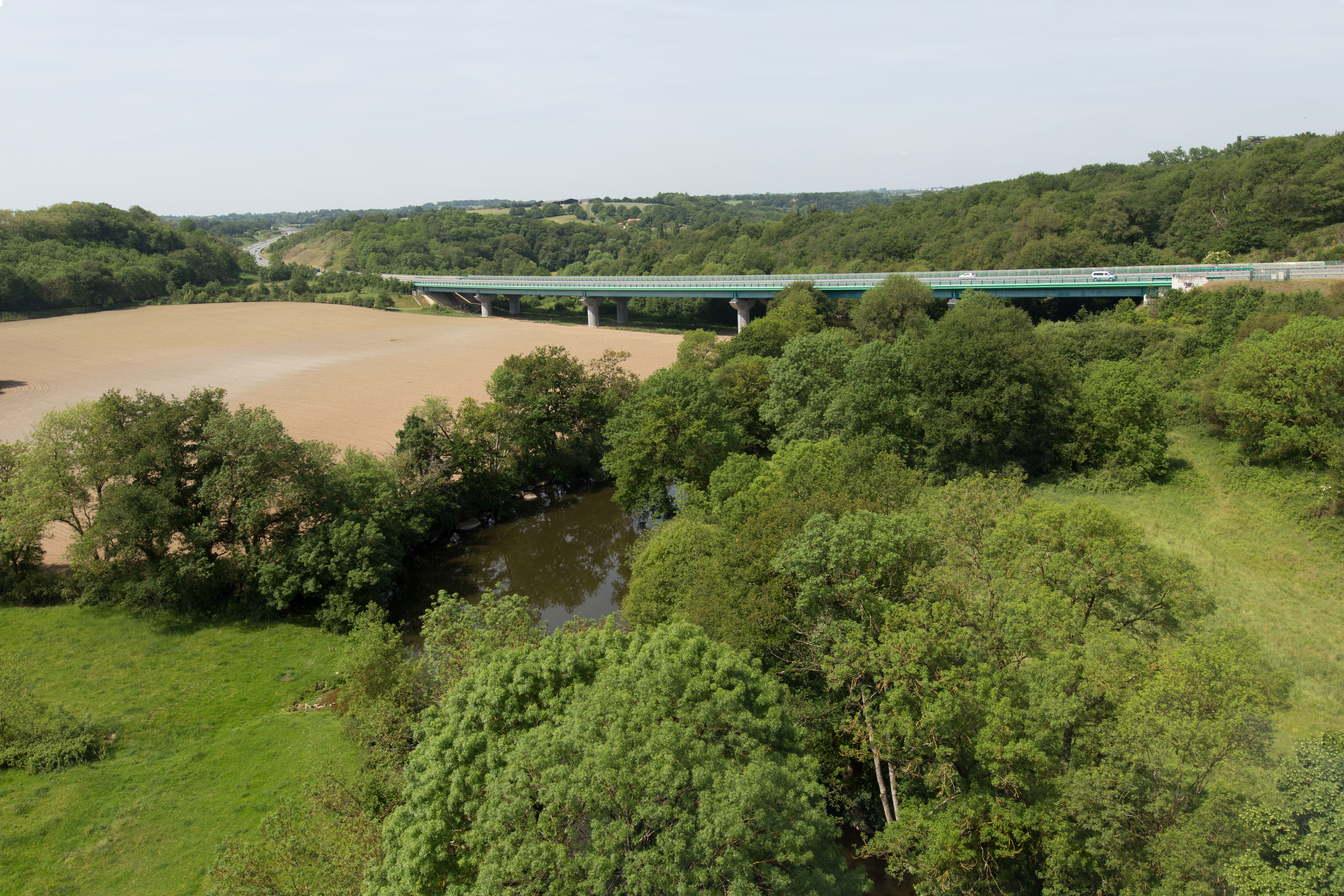
Viaduc sur la Sèvre Nantaise.

- Viaduc de la Loire aux Ponts-de-Cé
- Viaduc du Layon à Beaulieu-sur-Layon
- Viaduc de l'Hyrôme à Chemillé-en-Anjou
- Viaduc sur la Sèvre Nantaise à Saint-Laurent-sur-Sèvre

## Ouvrage sur l'autoroute
La construction du tronçon entre Angers et Cholet est le sujet principal de la bande dessinée d'Étienne Davodeau, Rural !.

## Lieux sensibles
- La traversée de la Loire sur l'A87-N (forts ralentissements en début et fin de journée, pire le weekend), absence de BAU (Bande d'Arrêt d'Urgence).
- Au niveau de la ZI Saint-Barthélémy sur l'A87-N sens Sud-Nord vers A11 : Dispositif automatique de contrôle des distances de sécurité entre les véhicules.
- Échangeur de Gâtignolle au PK0 en direction de Nantes : forts ralentissements quotidiens.
- Échangeur de la Haute-Perche en venant d'Angers, risque de véhicules à l'arrêt en fin de journée